# 多倫多都會大學
多倫多都會大學，前稱懷雅遜大學或瑞尔森大學 ，是加拿大一所公立大学，校址位於加拿大最大城市安大略省多倫多市中心。前校名是以安大略省早期教育家艾格頓·懷雅遜而命名。 2022年更改為現名。

## 歷史
艾格頓·懷雅遜在1852年於歷史上著名的St. James Square成立安大略省的第一所教師培訓設施——多倫多师范學校（Toronto Normal School）。該設施同時也是教育廳（Department of Education），以及自然歷史及美術博物館（Museum of Natural History and Fine Arts，現稱皇家安大略博物館［Royal Ontario Museum］）的所在地。
艾格頓·懷雅遜是一位出色的教育家、政治家及循道宗教徒神職人員。他被譽為安大略省公立學校制度之父。他同時是加拿大第一家出版社的創辦人，於1829年創立Methodist Book and Publishing House （於1919年改名為The Ryerson Press，即現時加拿大教科書及專業書籍出版商McGraw-Hill Ryerson的成員）。雖然McGraw-Hill Ryerson與懷雅遜大學本身無關，但這著名的出版商依然帶著Egerton Ryerson的名義來營運加拿大的出版業務。
懷雅遜理工學院（Ryerson Institute of Technology）於1948年創立，英文名稱於1966年改為「Ryerson Polytechnical Institute」，並於1971年獲安大略省政府及加拿大大專院校聯盟認可，成為一所可以頒授學位的大專院校。懷雅遜大學是根據《懷雅遜大學法令》（Ryerson University Act）而建立的。同年，該大學成為安大略省大學議會（Council of Ontario Universities，COU）的成員之一。於1992年，懷雅遜大學受加拿大工程鑑定委員會（Canadian Engineering Accreditation Board，C.E.A.B.）任命，成為多倫多第二間設有工程系的大學。為表示懷雅遜大學與加拿大太空人Roberta Bondar合作進行的研究，穿梭機哥倫比亞號帶有一面印有懷雅遜校徽的旗幟（直至該穿梭機於2003年意外墜毀）。在1986年至1992年間，研究的資金更達到九百萬加元。於1993年，懷雅遜大學被安省政府升格為大學，並獲授權頒發碩士及博士學位。同年，學校名稱改成 「Ryerson Polytechnic University」，來反映及強調學校在畢業研究生程度的發展。2001年6月，學校再次易名成懷雅遜大學（Ryerson University）。
2021 年 5 月，在甘露印第安寄宿學校發現 215 個無標記的墳墓後，因懷雅遜是印第安人寄宿學校的重要推手之一，一些學生和教授開始使用“X 大學”這個名稱，作為要求更改大學名稱的一部分。 經過一個夏天的抗議活動後，該所大學於2021年開始展開改名程序。2022年4月26日，該大學宣布將更名為多倫多都會大學。

## 行政
該大學在兩院制下運作，校董會（board of governors）和教務委員會（senate）由安省法例《懷雅遜大學法令》（Ryerson University Act）賦權。
校董會負責管理大學校務，包括資產、財產及收入。校董會有24名成員，包括校監、校長、3名由大學校友選出的成員、3名由大學教職員選出的成員、3名由學生會選出的成員，以及2名由行政人員選出的成員。其他11名校董會成員由委任產生，其中9人由省督會同行政會議（Lieutenant Governor-in-Council）委任。
教務委員會負責大學的教育政策。教務委員會由大學社群的52名民選代表組成，包括其教職員、學生團體及校友。此外，校監、校長、副校長、院長（deans）、圖書館館長（chief librarian）及大學教務長（university registrar）也被視為教務委員會成員。

## 學院
- 文學院（Faculty of Arts）
- 傳播及設計學院（Faculty of Communication & Design）
- 社會服務學院（Faculty of Community Services）
- 工程、建築及科學院（Faculty of Engineering, Architecture and Science）
- 泰德·罗杰斯商學院（Ted Rogers School of Management）
- 研究生院（School of Graduate Studies）
- 持續進修學院（Continuing Education）

## 外部連結
- 多倫多都會大學 （页面存档备份，存于）
- 多倫多都會大學學生會 （页面存档备份，存于）
- The Eyeopener （页面存档备份，存于）, student newspaper
- Ryerson Student Groups （页面存档备份，存于）
- Ryerson Student Book Exchange （页面存档备份，存于）